# Carex berggrenii
Espèce
Classification phylogénétique
Carex berggrenii est une espèce de plantes du genre Carex et de la famille des Cyperaceae. Il est endémique de la Nouvelle-Zélande, se trouvant à la fois sur les îles du Nord et du Sud.

## Descriptif
C'est un petit carex en touffe rouge violet foncé ou rouge-orange. Ses chaumes lisses (circulaires en section transversale) de 15 à 30 mm de long sont aplatis au-dessus, et presque entourés de gaines brun clair. Les feuilles linéaires, bientôt plates, mesurent 30-60 mm sur 1-2,5-3 mm, avec des nervures distinctes et des apex émoussés. L'épi terminal est mâle (sur un pédoncule), les épis sessiles restants (ou quasiment assis) étant femelles et entassés autour de la base de l'épi mâle. Les bractées qui sous-tendent l'inflorescence sont plus longues que celle-ci.
Il fleurit d'octobre à février et fructifie d'octobre à juin et les noix sont dispersées par le granivore et le vent.

## Distribution et habitat
On le trouve dans les chaînes centrales de l'île du Nord. Dans l'île du Sud, on le trouve généralement à l'est du lac Tennyson au sud. C'est une espèce de milieux humides montagnards à subalpins qui pousse en bordure des lacs et des cours d'eau.